# ジェシー・リンガード
ジェシー・エリス・リンガード（Jesse Ellis Lingard, 1992年12月15日 - ）は、イングランド・ウォリントン出身のサッカー選手。元イングランド代表。FCソウル所属。ポジションはミッドフィールダー。
トップチームにおけるデビューはローンでレスター・シティに所属していた2012年に飾り、2013-14シーズンはローンでバーミンガム・シティとブライトン・アンド・ホーヴ・アルビオンに加入し、2015年にはダービー・カウンティへローンを経験した。イングランド代表としてはU-17とU-21のユースレベルの代表を経験している。

## クラブ経歴

### プロ入り前
チェシャーのウォリントンで生まれ、ウィリアム・ビーモント・コミュニティ高校を卒業した。マンチェスター・ユナイテッドのユースで育ち、2010-11シーズンにはFAユースカップの優勝を経験し、2011年の夏にプロ契約を結んだ。

### レスター・シティ
2012年11月6日、チームメイトのマイケル・キーンとともに1ヶ月のローンでレスター・シティに加入し、同日に行われたボルトン・ワンダラーズ戦に85分から交代で出場し、デビューを飾った。契約は後に2013年1月2日まで延長された。

### マンチェスター・ユナイテッド復帰
2013年のプレシーズンツアーに参加する19人のメンバーに選ばれ、2013年7月20日にシドニーで行われたAリーグオールスター戦で2ゴールを記録し、チームも5-1で勝利を挙げた。リンガードのゴールはデイヴィッド・モイーズ監督の下で記録されたチームの初ゴールであった。試合後には、「僕は自分の可能性を信じているが、これからはもっと自分を信じなければならない。」と述べた。横浜F・マリノス戦と傑志戦でもゴールを決め、4ゴールを記録したリンガードはプレシーズンツアーにおけるチームのトップスコアラーであった。

### レンタル移籍
リンガード自身はローンではなくチームに残り出場機会を得ることを望んだが、バーミンガム・シティに1ヶ月のローンで加入することになった。直後にシェフィールド・ウェンズデイ戦のスターティングメンバーに選ばれ、20分にクリス・バークのシュートをクリス・カークランドが弾いたボールに反応し、トップチームにおける初ゴールを記録すると、13分後にはハットトリックを達成し、後半には4ゴール目を挙げた。マンチェスター・ユナイテッドがリンガードのカップタイドを避けることを望んだため、リーグカップ3回戦に出場することはできなかったが、リーグ3戦目のミルウォール戦ではリンガードに対するエリア外のファイルに対して与えられたペナルティキックを失敗したものの、89分にヘディングでゴールを挙げ、4-0の勝利に貢献した。移籍期限を12月14日まで延長することで合意したが、その後の3試合を膝の負傷の治療により出場することはできなかった。2014年1月1日までさらに期間は延長されたが、12月26日に行われたウィガン・アスレティック戦でジョルディ・ゴメスに対する報復行為により退場処分となり、残りの2試合は出場停止により出場することはできなかった。バーミンガム・シティは更なる延長を望んだが、リンガードはマンチェスター・ユナイテッドに復帰し、1月11日に行われたスウォンジー・シティ戦のメンバーに選ばれたが、出場機会は与えられなかった。
2014年2月27日にチャンピオンシップに所属するブライトン・アンド・ホーヴ・アルビオンへ93日間のローンによる移籍が決定した。4月8日に行われた古巣のレスター・シティ戦で初ゴールを記録し、チームも4-1で勝利を挙げた。アルビオンでリンガードはプレイオフも含め17試合に出場し、4ゴールを挙げた。

### マンチェスター・ユナイテッド再復帰

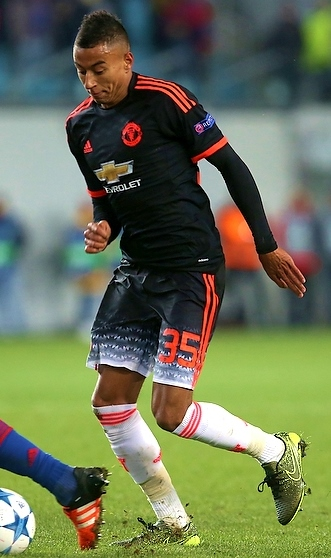
マンチェスター・ユナイテッドでのリンガード（2015年）

2014年8月4日に行われたインターナショナル・チャンピオンズ・カップ 2014決勝のリヴァプール戦で途中出場からゴールを挙げ、3-1の勝利に貢献した。プレミアリーグ開幕戦のスウォンジー・シティ戦にスターティングメンバーとして出場し、ユナイテッドにおける公式戦デビューを果たしたが、怪我によりアドナン・ヤヌザイと24分で交代することになり、チームもルイ・ファン・ハールが初めて公式戦で指揮を執った試合を0-2で落とした。2015年2月2日、怪我から回復したリンガードはシーズン終了までのローンでチャンピオンシップに所属するダービー・カウンティに加入することになった。2月14日に行われたFAカップのレディング戦で初めてスターティングメンバーとして出場した。
2015年10月17日に行われ、3-0で勝利したエヴァートン戦に後半から交代で出場し、シーズンで初めての出場機会を得た。2015年10月21日に行われたCSKAモスクワ戦でスターティングメンバーとして起用され、UEFAチャンピオンズリーグデビューを飾った。
2017年4月6日、クラブとの契約を2021年まで延長した。

### ウェストハム
2021年1月29日、かつてのユナイテッドでの恩師であるモイーズが率いるウェストハム・ユナイテッドFCへのローン移籍が発表された。4月5日、ウォルヴァーハンプトン・ワンダラーズ戦で決めたゴールが後にリーグの月間最優秀ゴールに選ばれた。4月11日、第31節のレスター・シティFC戦では4試合連続ゴールを決めて勝利に貢献した。その後も活躍を続けて結果が評価され、2021年4月の月間MVPを獲得した。シーズン終了後にはモイーズがリンガードの買い取りを希望するが、ユナイテッド監督のオーレ・グンナー・スールシャールはリンガードを来シーズンの戦力として計算していたため、期限付き移籍満了に伴いウェストハムを退団した。

### ユナイテッド再々復帰
前述の通りスールシャール監督の要望もあり2021-22シーズンはマンチェスター・ユナイテッドに残留すると、3節ニューカッスル・ユナイテッドFC戦と4節ウェストハム・ユナイテッドFC戦で2試合連続ゴールを決めたが、その後は安定して起用されず、またシーズン途中にスールシャール監督が解任されたこともあってリーグ戦の出場は16試合に留まった。
2022年6月1日、マンチェスター・ユナイテッドを退団したことが発表された。

### ノッティンガム
2022年7月21日、ノッティンガム・フォレストFCに完全移籍することが発表された。
2023年6月2日、ノッティンガム・フォレストFCを退団する事が発表された。

### FCソウル
2024年2月8日、FCソウルに加入した。

## 代表経歴
2006年のノルディック・トーナメントに出場し、U-17のイングランド代表として3キャップを記録している。2013年8月13日に行われたスコットランド代表との親善試合において初めてU-21のイングランド代表に招集され、6-0で勝利したその試合においてネイサン・レドモンドと交代で後半から出場した。2015年に開催されたUEFA U-21欧州選手権ではグループステージのスウェーデン代表戦に交代で出場し、決勝ゴールを挙げた。
2015年11月にマイケル・キャリックとジェイミー・ヴァーディの負傷に伴う追加招集でイングランドA代表に初めて招集されたが、出場機会はなかった。2016年10月8日の2018 FIFAワールドカップ・ヨーロッパ予選マルタ戦でA代表デビュー。
2018年3月23日のオランダとの親善試合で代表初得点を挙げた。
2018 FIFAワールドカップに出場するイングランド代表メンバーに選出されると、グループリーグ第2戦のパナマ戦では、カーブのかかったコースを突いたシュートで1ゴールを決めた。
2021年、ユーロ2020に向けた33人の代表候補には選出されたが、大会メンバー入りはならなかった。

## 個人成績

### クラブ
| クラブ                       | シーズン | リーグ             | リーグ戦 | リーグ戦 | カップ戦 | カップ戦 | リーグ杯 | リーグ杯 | 国際大会 | 国際大会 | その他 | その他 | 合計 | 合計 |
| クラブ                       | シーズン | リーグ             | 出場     | 得点     | 出場     | 得点     | 出場     | 得点     | 出場     | 得点     | 出場   | 得点   | 出場 | 得点 |
| ---------------------------- | -------- | ------------------ | -------- | -------- | -------- | -------- | -------- | -------- | -------- | -------- | ------ | ------ | ---- | ---- |
| マンチェスター・ユナイテッド | 2011-12  | プレミアリーグ     | 0        | 0        | 0        | 0        | 0        | 0        | 0        | 0        | 0      | 0      | 0    | 0    |
| マンチェスター・ユナイテッド | 2012-13  | プレミアリーグ     | 0        | 0        | 0        | 0        | 0        | 0        | 0        | 0        | 0      | 0      | 0    | 0    |
| マンチェスター・ユナイテッド | 通算     | 通算               | 0        | 0        | 0        | 0        | 0        | 0        | 0        | 0        | 0      | 0      | 0    | 0    |
| レスター                     | 2012–13  | チャンピオンシップ | 5        | 0        | –        | –        | –        | –        | –        | –        | 0      | 0      | 5    | 0    |
| レスター                     | 通算     | 通算               | 5        | 0        | -        | -        | -        | -        | -        | -        | 0      | 0      | 5    | 0    |
| マンチェスター・ユナイテッド | 2013–14  | プレミアリーグ     | 0        | 0        | 0        | 0        | 0        | 0        | 0        | 0        | 0      | 0      | 0    | 0    |
| マンチェスター・ユナイテッド | 通算     | 通算               | 0        | 0        | 0        | 0        | 0        | 0        | 0        | 0        | 0      | 0      | 0    | 0    |
| バーミンガム                 | 2013–14  | チャンピオンシップ | 13       | 6        | –        | –        | –        | –        | –        | –        | 0      | 0      | 13   | 6    |
| バーミンガム                 | 通算     | 通算               | 13       | 6        | -        | -        | -        | -        | -        | -        | 0      | 0      | 13   | 6    |
| ブライトン                   | 2013–14  | チャンピオンシップ | 15       | 3        | –        | –        | –        | –        | –        | –        | 2      | 1      | 17   | 4    |
| ブライトン                   | 通算     | 通算               | 15       | 3        | -        | -        | -        | -        | -        | -        | 2      | 1      | 17   | 4    |
| マンチェスター・ユナイテッド | 2014-15  | プレミアリーグ     | 1        | 0        | 0        | 0        | 0        | 0        | 0        | 0        | 0      | 0      | 1    | 0    |
| マンチェスター・ユナイテッド | 通算     | 通算               | 1        | 0        | 0        | 0        | 0        | 0        | 0        | 0        | 0      | 0      | 1    | 0    |
| ダービー                     | 2014–15  | チャンピオンシップ | 14       | 2        | 1        | 0        | –        | –        | –        | –        | 0      | 0      | 15   | 2    |
| ダービー                     | 通算     | 通算               | 14       | 2        | 1        | 0        | -        | -        | -        | -        | 0      | 0      | 15   | 2    |
| マンチェスター・ユナイテッド | 2015-16  | プレミアリーグ     | 25       | 4        | 7        | 2        | 1        | 0        | 7        | 0        | 0      | 0      | 40   | 6    |
| マンチェスター・ユナイテッド | 2016-17  | プレミアリーグ     | 25       | 1        | 2        | 0        | 4        | 1        | 10       | 2        | 1      | 1      | 42   | 5    |
| マンチェスター・ユナイテッド | 2017-18  | プレミアリーグ     | 33       | 8        | 6        | 2        | 2        | 3        | 6        | 0        | 1      | 0      | 48   | 13   |
| マンチェスター・ユナイテッド | 2018-19  | プレミアリーグ     | 27       | 4        | 2        | 1        | 1        | 0        | 6        | 0        | 0      | 0      | 36   | 5    |
| マンチェスター・ユナイテッド | 2019-20  | プレミアリーグ     | 22       | 1        | 4        | 1        | 5        | 0        | 9        | 2        | 0      | 0      | 40   | 4    |
| マンチェスター・ユナイテッド | 2020-21  | プレミアリーグ     | 0        | 0        | 1        | 0        | 2        | 0        | 0        | 0        | 0      | 0      | 3    | 0    |
| マンチェスター・ユナイテッド | 通算     | 通算               | 132      | 18       | 22       | 6        | 15       | 4        | 38       | 4        | 2      | 1      | 209  | 33   |
| ウェストハム                 | 2020-21  | プレミアリーグ     | 16       | 9        | –        | –        | –        | –        | –        | –        | 0      | 0      | 16   | 9    |
| ウェストハム                 | 通算     | 通算               | 16       | 9        | -        | -        | -        | -        | -        | -        | 0      | 0      | 16   | 9    |
| マンチェスター・ユナイテッド | 2021-22  | プレミアリーグ     | 16       | 2        | 1        | 0        | 1        | 0        | 4        | 0        | -      | -      | 22   | 2    |
| ノッティンガム・フォレスト   | 2022-23  | プレミアリーグ     | 17       | 0        | 0        | 0        | 3        | 2        | -        | -        | -      | -      | 20   | 2    |
| 総通算                       | 総通算   | 総通算             | 196      | 38       | 23       | 6        | 15       | 4        | 38       | 4        | 4      | 2      | 276  | 54   |

## 代表歴

### 出場大会
- U-21イングランド代表
  - 2015年 - UEFA U-21欧州選手権（グループリーグ敗退）
- イングランド代表
  - 2018年 - 2018 FIFAワールドカップ（4位）
  - 2018年 - UEFAネーションズリーグ2018-19

### 試合数
- 国際Aマッチ 32試合 6得点（2016年-2021年）[52]

| イングランド代表 | 国際Aマッチ | 国際Aマッチ |
| 年               | 出場        | 得点        |
| ---------------- | ----------- | ----------- |
| 2016             | 3           | 0           |
| 2017             | 5           | 0           |
| 2018             | 14          | 4           |
| 2019             | 2           | 0           |
| 2021             | 8           | 2           |
| 通算             | 32          | 6           |

### 得点
| # | 開催日         | 開催地                                             | 対戦国         | スコア | 結果 | 大会                                    |
| - | -------------- | -------------------------------------------------- | -------------- | ------ | ---- | --------------------------------------- |
| 1 | 2018年3月23日  | アムステルダム、アムステルダム・アレナ             | オランダ       | 0–1    | 0–1  | 親善試合                                |
| 2 | 2018年6月24日  | ニジニ・ノヴゴロド、ニジニ・ノヴゴロド・スタジアム | パナマ         | 0–3    | 1–6  | 2018 FIFAワールドカップ                 |
| 3 | 2018年11月16日 | ウェンブリー、ウェンブリー・スタジアム             | アメリカ合衆国 | 1–0    | 3–0  | 親善試合                                |
| 4 | 2018年11月18日 | ウェンブリー、ウェンブリー・スタジアム             | クロアチア     | 1–1    | 2–1  | UEFAネーションズリーグ2018-19           |
| 5 | 2021年9月5日   | ウェンブリー、ウェンブリー・スタジアム             | アンドラ       | 1–0    | 4–0  | 2022 FIFAワールドカップ・ヨーロッパ予選 |
| 6 | 2021年9月5日   | ウェンブリー、ウェンブリー・スタジアム             | アンドラ       | 2–0    | 4–0  | 2022 FIFAワールドカップ・ヨーロッパ予選 |

## 獲得タイトル

### クラブ
マンチェスター・ユナイテッド
- FAカップ：1回（2015-16）
- コミュニティー・シールド：1回（2016）
- フットボールリーグカップ：1回（2016-17）
- UEFAヨーロッパリーグ：1回（2016-17）

### 個人
- プレミアリーグ月間最優秀選手 : 2021年4月
- プレミアリーグ月間最優秀ゴール: 2021年4月